# Benjamin Fall
Benjamin Fall (Langon, 3 marzo 1989) è un rugbista a 15 francese, che gioca come tre quarti ala. Al momento è senza squadra.

## Biografia
Fall mosse i primi passi su un campo da rugby all'età di sedici anni nel club della sua città natale, il Langon. Esordì diciottenne nel rugby professionistico disputando il campionato Pro D2 del 2007-2008 con il Bordeaux Bègles. Dopo solo un anno di permanenza si trasferì al Bayonne con cui esordì in Top 14 e nel quale trascorse due stagioni. Passò successivamente al Racing 92; il suo trasferimento al club parigino, costato 506.000 euro, segnò il record (poi battuto) come il più costoso del rugby professionistico francese. Nel estate del 2014 annunciò il suo passaggio al Montpellier, squadra con la quale si aggiudicò l'European Rugby Challenge Cup 2015-2016 e perse la finale, giocata da titolare, del Top 14 2017-2018 contro il Castres.
Fall disputò con la Francia under-20 i mondiali di categoria nel 2008 e nel 2009 segnando un totale di cinque mete. Successivamente il tecnico della Francia Marc Lièvremont lo convocò per i test match del novembre 2009 e lo fece debuttare nel penultimo contro Samoa, dove l'ala marcò anche una meta. Nel 2010 prese parte al Sei Nazioni dove la nazionale transalpina ottenne il Grande Slam, ma un infortunio alla caviglia nella prima partita contro la Scozia gli fece mancare il resto del torneo. Durante la gestione di Philippe Saint-André ottenne solo quattro presenze con la selezione francese: una durante il tour estivo del 2012 in Argentina e tre durante il Sei Nazioni 2013. Dopo quasi cinque anni di assenza dal palcoscenico internazionale, il commissario tecnico Jacques Brunel lo convocò per il Sei Nazioni 2018 del quale disputò quattro incontri.
Nel novembre 2010, Fall scese in campo con i Barbarians francesi nella sconfitta contro Tonga.

## Palmarès
- Challenge Cup: 1
Montpellier: 2015-16
- Sei Nazioni: 1
Francia: 2010